# Leptinopterus nitidus
Leptinopterus nitidus es una especie de coleóptero de la familia Lucanidae.

## Distribución geográfica
Habita en Brasil.